# Bloedsteen (Ede)

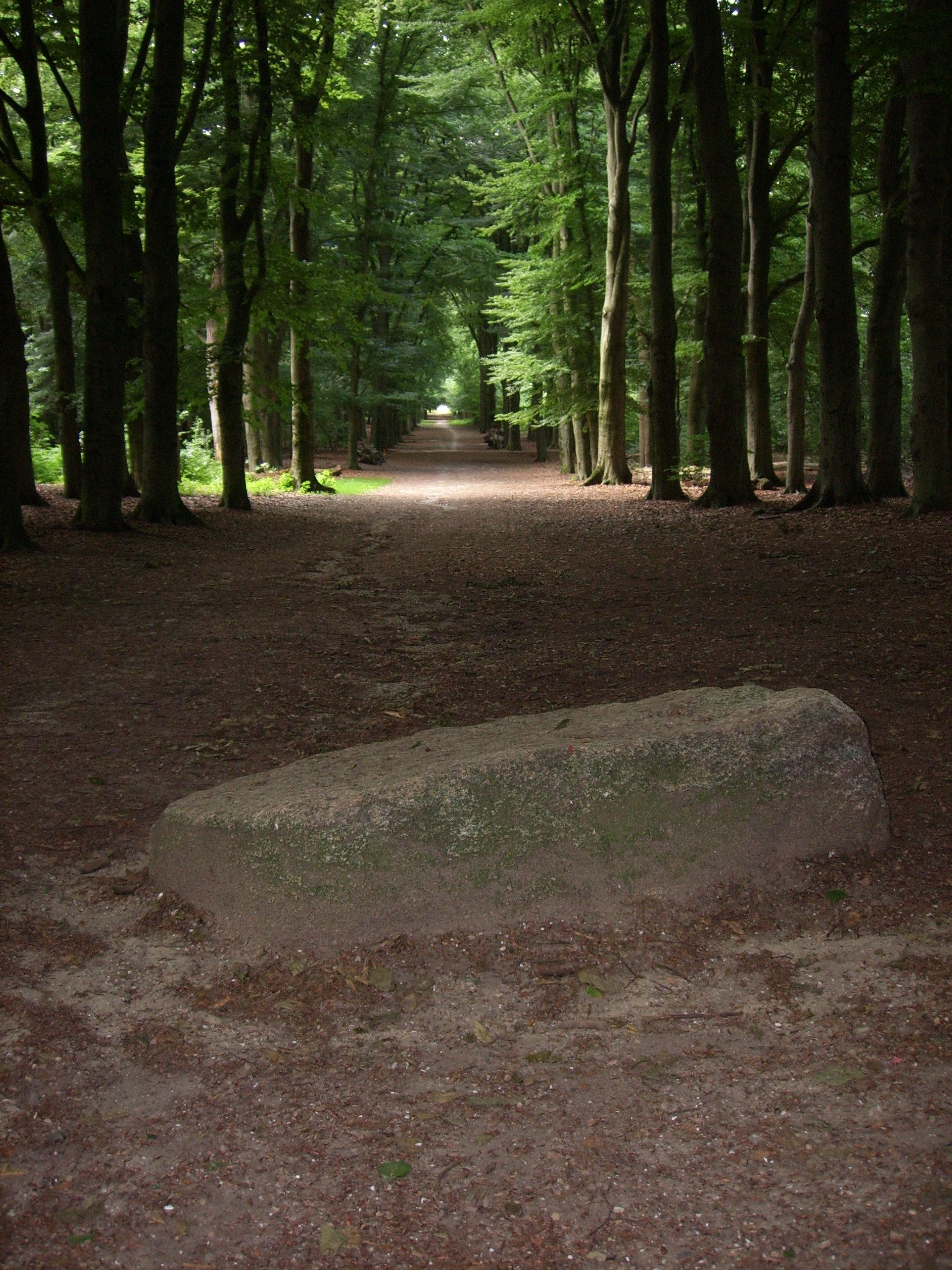
De bloedsteen te Ede

De Bloedsteen is een zwerfkei in Ede in de Nederlandse provincie Gelderland. De steen ligt in de Doolhoflaan, die tegenover het huis Kernhem begint, net voorbij de algemene begraafplaats. Voorbij de Bloedsteen ligt het daadwerkelijke doolhof.
De steen wordt in oude literatuur niet vermeld. Tegenwoordig gaat hij als offersteen door het leven. Het gaat hoogstwaarschijnlijk om een gegeven, en bijpassend verhaal, dat pas vrij recent aan de steen is gehecht. Aannemelijker is de uitleg dat de steen werd gedolven bij een grintafgraving op de nabijgelegen Doesburgerheide. Vanwege de afmeting wilde men de steen een plek geven op het kerkplein in Ede, maar toen de inspanning van het verplaatsen te groot werd, heeft men hem bij het kerkhof laten liggen.
Het volksgeloof wil dat als er bij volle maan een speld in de bloedsteen wordt geprikt, deze gaat bloeden. Dit gegeven over een speld (of naald) en een bloedende steen komt ook voor in Utrecht (verteld over De Gesloten Steen) en wordt eveneens over de Amersfoortse Kei verteld.
In het Suske en Wiske-album Het witte wief (nr. 227) komt de bloedsteen of bloedende steen voor, samen met het witte wief van Kernhem en een spookridder, genaamd Udo de Boze. Ook op een informatiebord te Ede wordt de bloedsteen in deze hoedanigheid vermeld.